# Moulin d'Othée
De Moulin d'Othée is een windmolenrestant, dat zich bevindt aan de Rue Englebert Lescranier te Othée.
De molen is gebouwd als een stenen grondzeiler en fungeerde als korenmolen. De bouw vond na 1860 plaats. De molen is tegenwoordig aangebouwd tegen een industriegebouw dat als maalderij dienst doet. Het gevlucht en het binnenwerk zijn verdwenen. De ui-vormige kap is nog aanwezig en de romp is bedekt met leien. Lang diende de niet meer in gebruik zijnde molenromp als opslagplaats, maar in 2011 werd hij gerenoveerd en ingericht als woning.